# Charlotte và Wilbur
Charlotte và Wilbur (tên gốc tiếng Anh: Charlotte's Web) là một cuốn tiểu thuyết dành cho thiếu nhi của nhà văn nổi tiếng của Mỹ E. B. White, nói về một chú heo có tên là Wilbur được một cô nhện thông minh có tên là Charlotte cứu nó khỏi bị giết thịt. Quyển sách được xuất bản lần đầu tiên vào năm 1952, do Garth Williams minh họa. Bản tiếng Việt do Công ty Cổ phần Văn hóa và Truyền thông Nhã Nam mua bản quyền và phát hành vào năm 2008. Nó là một trong những quyển sách thiếu nhi bán chạy nhất trong lịch sử xuất bản. Thành tựu đáng chú ý nhất của tác phẩm là cách mà tác giả E. B. White chứng tỏ rằng cuộc sống nảy sinh từ cái chết như thế nào-Guardian
Cuốn tiểu thuyết kể một chuyện về một chú heo tên là Wilbur và tình bạn của nó với một cô nhện có tên là Charlotte. Khi Wilbur có nguy cơ bị người nuôi đem ra giết thịt, Charlotte đã đan những thông điệp hoan nghênh Wilbur (như "Heo Cừ") lên tấm mạng nhện của mình để thuyết phục người chủ để nó sống.
Được viết theo phong cách khô cứng, không sôi nổi của White, Charlotte và Wilbur được xem là một tác phẩm văn học kinh điển dành cho thiếu nhi, được cả thiếu nhi lẫn người lớn ưa thích. Cảnh mô tả cảm giác nhân vật khi đánh đu trên một sợi dây thừng mắc ở nhà kho thường được trích dẫn như cách thể hiện nhịp điệu trong tác phẩm, khi nhịp câu thể hiện chuyển động của chiếc đu. Publishers Weekly liệt quyển sách vào những cuốn sách bìa mềm dành cho thiếu nhi bán chạy nhất mọi thời đại vào năm 2000.
Charlotte và Wilbur cũng được chuyển tải thành bộ phim hoạt hình do hãng Hanna-Barbera Productions và Paramount Pictures thực hiện năm 1973. Paramount cũng phát hành phần tiếp theo được thu băng, Charlotte's Web 2: Wilbur's Great Adventure, tại Mỹ vào năm 2003 (Universal phát hành ra thế giới). Một bộ phim người đóng dựa trên câu chuyện gốc của E. B. White cũng được phát hành vào ngày 15 tháng 12 năm 2006. Trò chơi điện tử được chuyển thể từ tác phẩm cũng đã phát hành vào ngày 12 tháng 12.

## Tóm tắt cốt truyện
Câu chuyện bắt đầu khi cô heo cái của ông John Arable cho ra đời một lứa heo. Ông phát hiện ra một chú heo con trong đó rất yếu và ông quyết định giết nó. Tuy nhiên, cô con gái 8 tuổi tên Fern của ông xin ông hãy để cho nó sống. Vì vậy ông đưa chú heo con cho Fern để cô nuôi làm thú cưng. Fern đặt tên cho nó là Wilbur.
Wilbur là một chú heo cực kì hiếu động và luôn háo hức khám phá thế giới xung quanh. Nó sống với gia đình Fern một vài tuần cho đến khi bị bán cho người chú của cô bé, Homer Zuckerman. Mặc dù Fern luôn đến trang trại của nhà Zuckerman thăm Wilbur nhưng nó vẫn luôn cô đơn.
Thế nhưng cuộc sống buồn tủi ấy kết thúc khi cô nhện xám Charlotte đồng ý kết bạn với Wilbur. Wilbur cùng các con vật khác sống trong trại súc vật của ông Zuckermnan lập thành một gia đình thân thiện thường xuyên trò chuyện với nhau.
Khi một con cừu già trong trại hung tin cho Wilbur biết nó sẽ bị giết lấy thịt vào Giáng Sinh sắp tới, Wilbur cầu cứu Charlotte. Cô nàng đã dùng những sợi tơ của mình kết thành những chữ có nghĩa làm mọi người kinh ngạc. Charlotte nghĩ rằng một khi Wilbur trở nên nổi tiếng thì nó sẽ không bị ăn thịt.
Và quả thật đúng như điều mà Charlotte đã làm, Wilbur không chỉ sống sót mà còn giành giải thưởng lớn ở hội chợ của quận. Vì quá kiệt sức, Charlotte chết tại hội chợ. Wilbur trả ơn Charlotte bằng việc trở về nhà cùng với túi trứng mà cô đẻ ra trước khi chết.
Khi những quả trứng đã nở ra, phần lớn những cô nhện con bay đi để tìm cuộc sống cho riêng mình trừ 3 cô nhện (Joy, Aranea, và Nellie) ở lại để làm bạn với Wilbur.